# サウダイゼーション
サウダイゼーション（英: Saudization）は民間企業におけるサウジアラビア国民の雇用を奨励したサウジアラビアの国家政策である。

## 概要
2006年現在、サウジアラビアの民間企業では労働力の大半を東南アジア籍の出稼ぎ労働者が占めている。東南アジア籍の者より数は少ないが、西側諸国からの移住労働者も存在する。2004年時点において、問題は解決の兆しを見せていない。
サウジアラビア政府はサウダイゼーションを促進する政策を実施しており、この中には「サウダイゼーション条項を遵守できない企業は政府案件の契約を受注できない」という警告も含まれている。2005年以降、民間企業におけるサウダイゼーション目標は75％とされていたが、ほとんどの部門で実際の割合は目標をはるかに下回っている。
アメリカ合衆国大使のジェームズ・オーバーウェッターとサウジアラビア首脳の間で行われた会合によれば、2006年6月、企業重役とアブドゥッラー国王を含む政府要人の間で交渉が行われ、複数の労働部門においてサウダイゼーションの目標数値が30％から10％へと削減され、2つの中国企業ではサウダイゼーションの完全免除が決定された。
2009年4月時点において、サウダイゼーションは外国人労働者の数を減らすことを目的としていると報じられている。

## ニターカート
ニターカート（Nitaqat、نطاقات、範囲もしくは区域を意味する）はサウジアラビア労働省により導入されたサウダイゼーションのプログラムである。サウジアラビア労働省により第4040法案が閣僚会議を通過した2011年6月に告知された。2013年にプログラムが施行される予定である。
サウダイゼーションのプログラム内では国内企業をプレミアム、緑、黄、赤の4つのカテゴリに区分している。プレミアムと緑のカテゴリはサウダイゼーションの割合が高い企業に与えられ、黄と赤のカテゴリは割合の低い企業に与えられる。企業カテゴリの区分はサウダイゼーションの割合 (サウジアラビア人雇用の割合）と総雇用数に基づいている。雇用者10人以下の企業はプログラム遵守を免除されるものの、少なくとも一人のサウジアラビア国民を雇用することが必要である。
| 総雇用数    | サウダイゼーションの割合 | サウダイゼーションの割合 | サウダイゼーションの割合 | サウダイゼーションの割合 |
| 総雇用数    | 赤                       | 黄                       | 緑                       | プレミアム               |
| ----------- | ------------------------ | ------------------------ | ------------------------ | ------------------------ |
| 10 – 49     | 0 – 4%                   | 5 – 9%                   | 10 – 39%                 | ≥ 40%                    |
| 50 – 499    | 0 – 5%                   | 6 – 11%                  | 12 – 39%                 | ≥ 40%                    |
| 500 – 2,999 | 0 – 6%                   | 7 – 11%                  | 12 – 39%                 | ≥ 40%                    |
| 3,000+      | 0 – 6%                   | 7 – 11%                  | 12 – 39%                 | ≥ 40%                    |

会社は属するカテゴリによって、インセンティヴもしくはペナルティを受ける。
- プレミアムカテゴリの企業 (VIP)
  - ビザ取得過程の容易さを利用して外国人労働者を採用可能
  - 赤・黄カテゴリの企業から承諾なしに雇用者を引き抜き、ビザを移管することが可能
  - ライセンスや登録の有効期限を過ぎた場合、1年間の猶予期間が与えられる
  - 他企業出身の潜在的雇用者のビザを移管可能（最初の雇用企業と2年間以上の雇用契約を完遂していなくとも可能）
- 緑カテゴリの企業（法令を概ね遵守）
  - 2ヶ月ごとに新たなビザが発給される
  - 赤・黄カテゴリの企業から承諾なしに雇用者を引き抜き、ビザを変更することが可能
  - 外国人労働者の職種を変更することが可能（サウジアラビア国民のみに制限された役職を除く）
  - 証明書の有効期限を過ぎた場合、6ヶ月間の猶予期間が与えられる
  - 3ヶ月以上有効なビザを有する外国人労働者の労働許可証を更新可能
- 黄カテゴリの企業（法令をほとんど遵守していない）
  - ビザの新規発給ができない。ただし、二人の外国人労働者を解雇した場合のみ1人のビザを申請できる。
  - ビザの変更ができない
  - 緑もしくはプレミアムカテゴリの企業による、自社の雇用者の引き抜きを阻止できない
- 赤カテゴリの企業（法令を全く遵守していない）
  - ビザの新規発給ができない
  - ビザの変更ができない
  - 緑もしくはプレミアムカテゴリの企業による、自社の雇用者の引き抜きを阻止できない
  - 雇用労働者の労働許可証を更新することができない
  - 雇用者の職種を変更することができない
  - 新たな支社や部門を開設することができない